# اتصال جنوبی، منیتوبا

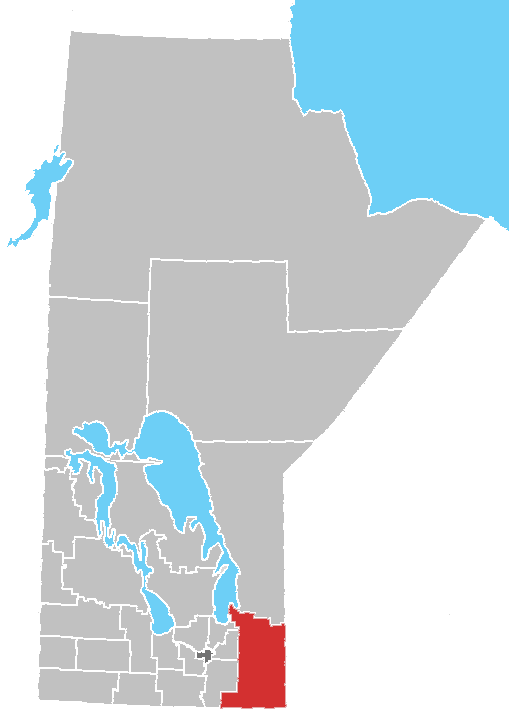

اتصال جنوبی یک جامعه در جنوب شرقی منیتوبا در منطقه روستایی پینی (Piney) است که به طور تقریبی در 160 کیلومتری جنوب شرقی وینیپگ در نزدیکی مرز کانادا و ایالات متحده آمریکا قرار دارد. گذرگاه مرزی در جنوب آن واقع شده است.